# 神田
神田（しんでん、かんだ）とは、日本において、神社の祭祀などの運営経費にあてる領田（寺社領）のことをいう。御戸代（みとしろ）、御神田（おみた、おんた）、大御田（おおみた）とも。

## 沿革

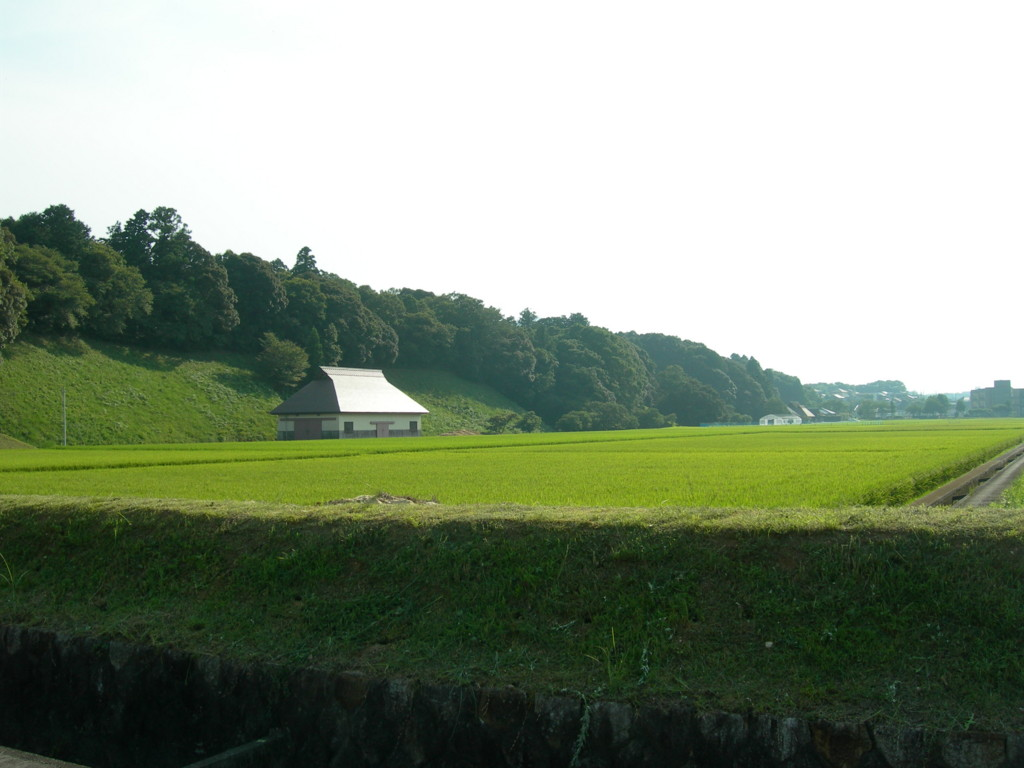
伊勢神宮の神田

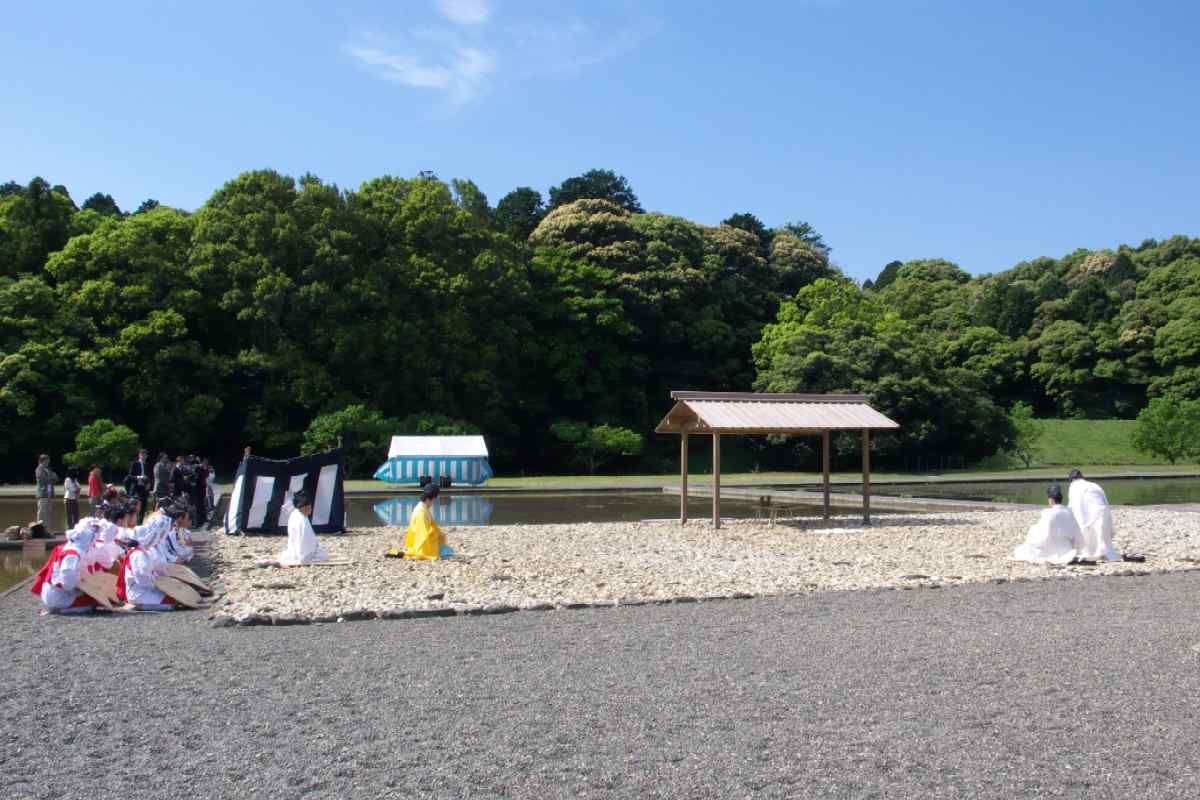
神宮神田での神田御田植初

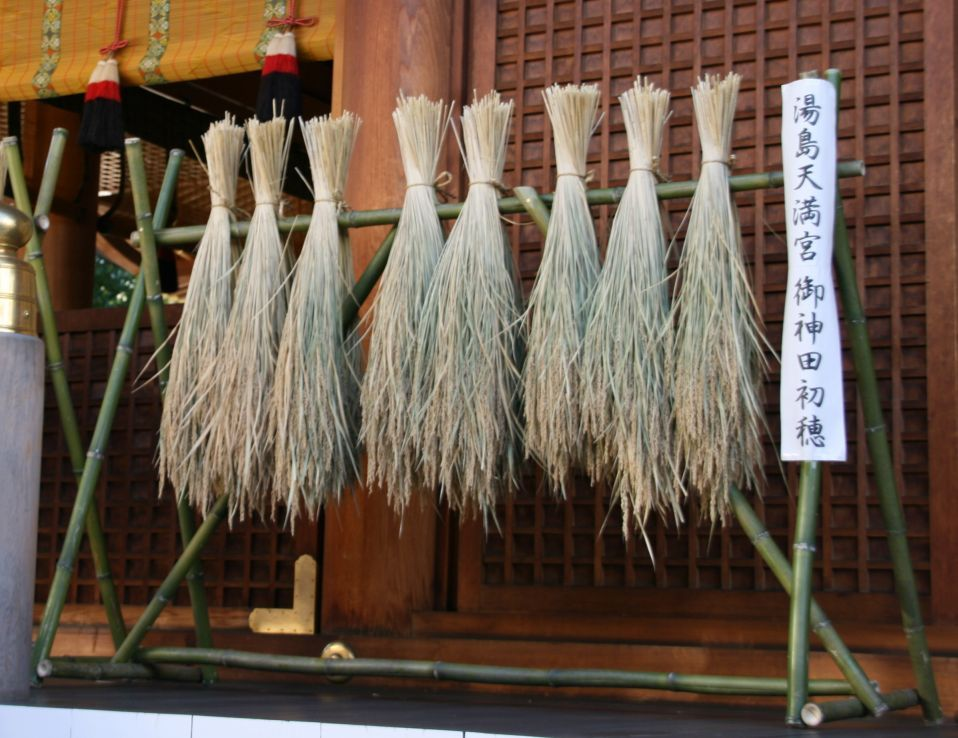
湯島天満宮 御神田初穂

神田の起源は明らかとされていないが、大化（646年ごろ）以前から存在したと考えられている。7世紀後半に律令制が整備され、田地が口分田などの班田収授の体系に組み込まれていっても、神田（および仏教寺院の運営にあてる寺田）のみは、班田の対象外とされた。これは、神田および寺田が、神社や寺院の所有物ではなく、神仏に帰属するものと認識されていたことによる。そのため、神仏に帰属する神田・寺田の売買は禁止されていた。
8世紀に成立した大宝律令・養老律令では、神祇令・田令などに神田の規定が置かれた。それによると、神田を耕作するために、神戸（神に帰属する戸）が設定され、神戸にかかる租庸調は、神社の造営・運営経費にあてること、そして6年1班の班田収授の対象から除外することが規定されていた。すなわち、神田は不輸租田（租税が免除された田地）とされていた。
神田を不輸租田とする観念は、平安時代の荘園の増加につながっていく。9世紀～10世紀に律令制が崩壊した後も、神田には不輸の権（租税免除の権利）が認められていたため、墾田や買収などで付近の田地を集積していた田堵（有力農民）＝開発領主は、自分の経営する田地を有力な神社（または有力寺院）へ寄進することで、不輸の権を獲得しようとした。そのため、有力寺社には荘園の寄進が集中した。
その後、11世紀から13世紀ごろに荘園公領制が成立すると、荘園や国衙領の除田（じょでん、免税田を意味する）の一つとして神田が位置づけられた。神田にかかる年貢・公事は、領主の収入とはならず、神社の祭祀・祭礼の経費にあてられた。こうした慣行はその後も続き、現代でも多くの神社で神に供御するための田として、神田・御神田が存続している。

## 地名・名字
日本の地名としての神田は、上記の神田に由来する。神田は日本各地に存在したため、地名としての神田も日本全国に分布している。著名な神田には、千代田区神田、唐津市の神田 (唐津市)（こうだ）などがある。
日本の名字（姓）の神田も、上記の神田に由来する。